# اچ‌ام‌اس بمبئی (۱۸۲۸)
اچ‌ام‌اس بمبئی (۱۸۲۸) (به انگلیسی: HMS Bombay (1828)) یک کشتی بود که طول آن ۱۹۳ فوت ۱۰ اینچ (۵۹٫۰۸ متر) بود. این کشتی در سال ۱۸۲۸ ساخته شد.